# Oldsmobile F-85
El Oldsmobile F-85 fue un automóvil producido por la división Oldsmobile del fabricante norteamericano de General Motors en dos series desde los años 1961-1963 (plataforma «Y»), y desde 1964 hasta 1972 (plataforma «A»), el F-85 fue una de las marcas de mayor éxito de Oldsmobile. 
Las carrocerías incluyen cupés, sedanes, descapotables, y familiares. Versiones de alto rendimiento se produjeron a lo largo de los años.
El Cutlass, el modelo superior de la línea hasta 1972, sustituyó la marca F-85 en los rediseñados, más robustos modelos de 1973.

## Primera serie (1961-1963)
General Motors comenzó a desarrollar sus primeros autos compactos en 1959, comenzando con el Chevrolet Corvair. El diseñador Irvin Rybicki de Oldsmobile comenzó a trabajar en el modelo Olds en 1957, que finalmente salió a la venta en 1960 como modelo 1961. el Oldsmobile, llamado f-85, compartió una nueva plataforma «Y», con un motor ligero y una distancia entre ejes de 2845 mm (112 pulgadas) en una novedosa construcción monocasco, con el Buick Special y Pontiac Tempest , lo que se denomina «compactos de alto nivel».
El primer año el F85 se ofreció un sedán de cuatro puertas y una familiar. Poco después, dos cupés fueron introducidos; un sedán y un hardtop de los cuales fue nombrado Cutlass, y pronto se convertiría en la línea Cutlass en lugar de la línea F85.
En 1962, gran parte del éxito de ventas de Oldsmobile fue con el F85, que introdujo un convertible Cutlass para el año.  Importantes cambios de estilo para el año se centraron en la parte delantera, con un capo motor cambiado, así como carcasas parrilla y faros. Además, el extremo trasero recibió luces traseras individuales en cada lado. El motor estándar en el F85 fue el 155 caballos de fuerza Rockette V8, en comparación con el paquete Cutlass, que recibió un 185 caballos de fuerza V8 de aluminio. Opciones consistieron en una unidad de diferencial autoblocante. En 1962, en el Salón del Automóvil de Nueva York, un F85 estaba equipado con un motor V8 turbo de inyección de combustible produciendo 215 hp, y era conocido como el Oldsmobile Jetfire. Esta excepcional automóvil sólo se construyó entre 1962 y 1963, y hay probablemente menos de 100 Jetfires manejables en existencia en la actualidad.
En 1963 recibió una nueva carrocería por debajo de la línea de las ventanas y su largo se incrementó en cuatro pulgadas. Oldsmobile ofrece tres modelos estándar y dos modelos de lujo, dos modelos Cutlass y el cupé turbo Jetfire.

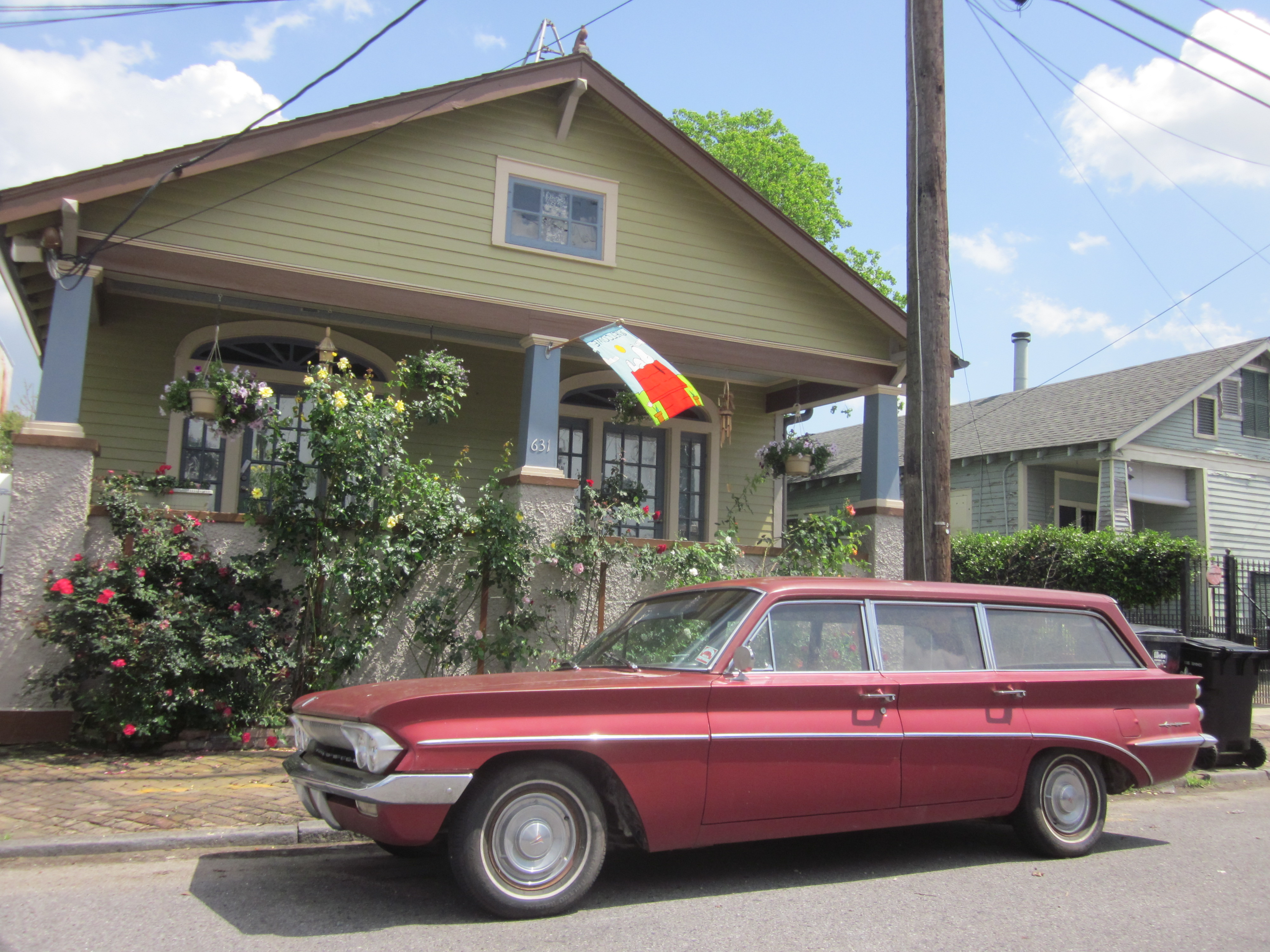
1962 Oldsmobile F-85 familiar
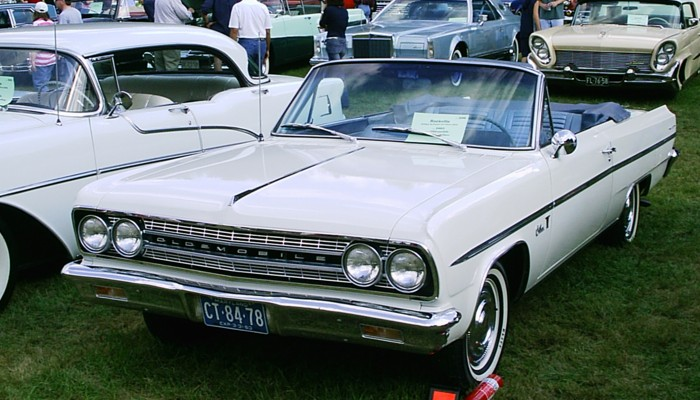
1963 Oldsmobile F-85 descapotale

## Segunda serie (1964-1967)
En 1964, el F-85  fue rediseñado como un vehículo más convencional y ampliado de un compacto a un tamaño intermedio con una distancia entre ejes de 2900 mm (115 pulgadas) y una longitud total de 5128 - 5273 mm (203 - 207.5 pulgadas). Junto con sus hermanos, Buick Special y Pontiac Tempest, el F-85/Cutlass se trasladó a la nueva plataforma «A» compartido con el nuevo Chevrolet Chevelle, y los tres coches recibieron actualizaciones y modificaciones a lo largo de su estandarización.
Este año se introduce el paquete opcional B09, el paquete fue apodado 442 basado en la combinación de carburador de cuatro gargantas, transmisión manual de cuatro velocidades y dos tubos de escape. Con un precio de US$ 285.14, estaba disponible en todos los modelos F-85 o el Cutlass, excepto la familiar, aunque la mayoría eran Cutlass cupé hardtop  (archivos de Oldsmobile indican que aproximadamente el 10 sedanes de cuatro puertas se construyeron con la opción B09).
El 442 nació de la competencia entre Pontiac y Oldsmobile. Se inició como una respuesta apresurada al equipo opcional GTO del Pontiac Tempest, que había demostrado ser un éxito inesperado a mitad de camino a través de los modelos del año 1964.

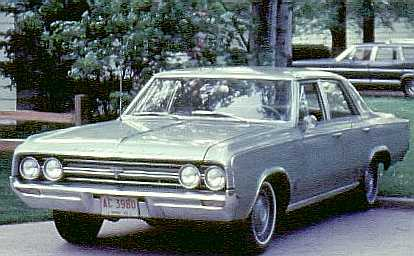
1964 Oldsmobile F-85 sedán

## Tercera serie (1968-1972)
El Oldsmobile F-85 fue rediseñado para 1968, el diseño incluyó un capó más largo y un baúl acortado. Las carrocerías ahora descansan sobre dos tamaños de distancia entre ejes, la más corta de 2.800 mm (112 in) reservado para el coupé y la más larga de  2.946 mm (116 in) para los sedanes y familiares cuatro puertas. El equipo estándar incluye apoyabrazos delantero, calefacción, desempañador, y todas las características de seguridad de General Motors.
El 442 se convirtió en un modelo separado desde 1968 hasta 1971
La línea módica de la serie F-85 se redujo a un solo sedán de cuatro puertas y descontinuado durante el curso de los modelos del año 1972, debido a las bajas ventas. esta medida también puso fin a la utilización placa de identificación F-85 que se remontaba a 1961, a pesar de que resurgiría algunos años más tarde en una versión base de la línea del compacto Omega.